# 府山街道 (衢州市)
府山街道，是中华人民共和国浙江省衢州市柯城区所辖的一个街道。

## 下辖行政区
下辖：
蛟池街社区、城站社区、府山社区、坊门街社区、天皇巷社区、县学街社区、北门社区和钟楼社区。